# Acetosyringon
Acetosyringon (3,5-Dimethoxy-4-hydroxyacetophenon) ist ein phenolischer Naturstoff und eine organisch-chemische Verbindung mit der Summenformel C10H12O4, die sich strukturell sowohl vom Acetophenon als auch vom Syringol (2,6-Dimethoxyphenol) ableitet. Es ist ein Derivat des Acetophenons mit einer zusätzlichen Hydroxy- und zwei Methoxygruppen als Substituenten. Der Name der Verbindung stammt – analog zu Syringol, Syringaalkohol, Syringaaldehyd oder Syringasäure – von der lateinischen Bezeichnung des Flieders (Syringa).

## Eigenschaften
Das in nicht reinem Zustand hellbraune Pulver löst sich wenig in Wasser. Acetosyringon ist einer der Stoffe, die von verwundeten Pflanzenzellen abgesondert werden, und ist daher ein sekundärer Pflanzenstoff. Außerdem spielt es als Pheromon eine Rolle im Stoffwechsel von Insekten. Agrobacterium tumefaciens wird durch Acetosyringon durch Bindung an den Rezeptor und Virulenzfaktor virA angelockt, wodurch die Genexpression der Virulenzfaktoren verstärkt wird und die Pflanze über die Verletzung infiziert werden kann. Acetosyringon verstärkt die Bildung von Mykorrhiza von Glomus intraradices. Die Totalsynthese wurde 1956 von L. W. Crawford beschrieben.

## Verwendung
Acetosyringon hat Bedeutung für die Pflanzenbiotechnologie. Es wird dort als Zusatz (meist 200 µM) bei der Transformation mit Agrobakterien verwendet, da es, wie mehrere andere Phenolderivate in der Lage ist, eine Infektion mit dem Bakterium Agrobacterium tumefaciens hervorzurufen, die dazu benutzt werden kann, beliebiges Genmaterial in die Pflanze einzuschleusen. Dies gilt im Besonderen für zweikeimblättrige Pflanzen (Dikotyle).
Darüber hinaus kann Acetosyringon die Aktivität von Peroxidasen und Oxidasen verstärken.